# Seilbahntechnik
Seilbahntechnik (früher: Seilbahnfachmann) ist ein österreichischer Lehrberuf mit einer Lehrzeit von 3,5 Jahren.

## Berufsbild
Seilbahntechniker sind zuständig für die Wartung und den Betrieb von Seilbahnanlagen. Sie arbeiten im Team mit Berufskollegen im Winter wie im Sommer oft im Freien. Neben dem Bedienen, Überprüfen und Warten von Seilbahnanlagen sind auch der Sicherheitsaspekt – das Einhalten der Beförderungsbedingungen und Betriebsvorschriften, das treffen notwendiger Sicherheitsmaßnahmen bei schwierigen Wetterbedingungen wie Nebel, Gewitter und Wind – sowie der Serviceaspekt – das Beraten und Betreuen von Gästen, die Beförderung von Kindern bzw. Schulgruppen, der Transport von Menschen mit Behinderungen, Lastenbeförderungen oder Wintersportgeräten – wichtiger Teil des Arbeitsalltags. Erwartet werden ebenfalls kundengerechtes Verhalten und hohe Kommunikationsfähigkeit.

## Arbeits- und Tätigkeitsbereiche
Neben dem Bedienen, Überprüfen und Warten von Seilbahnanlagen wie Standseilbahnen, Kabinenseilbahnen, Sesselbahnen und Schleppliften fallen folgende Tätigkeiten an:
- Technik-Check: Funktions-, Fahr- und Bremsproben der Seilbahn
- Überprüfung der Funktionsfähigkeit von Liftsesseln, Bubbles, Bügeln, Kabinen, Seilen, Stützen, Laufrollen usw.
- Wissen über die Bedeutung aller Betriebssignale, Umgang mit Funkanlagen
- Kontrolle der Fahrstrecke, Stützen, Seile, Klemmen, Laufwerke und Stationseinrichtungen
- Bedienung und Wartung von Antrieben, Bremsanlagen, Getriebe und Notantriebe in der Station
- Tausch von Verschleißteilen
- Grundsätze der Pistenplanung, Entwässerungssysteme und Begrünungsmöglichkeiten
- Pistenerhaltung